# Alamogordo
Alamogordo är en stad (city) i Otero County i delstaten New Mexico i USA. Staden hade 30 898 invånare, på en yta av 55,43 km² (2020). Alamogordo är administrativ huvudort (county seat) i Otero County.
Staden ligger i delstatens södra del, cirka 135 kilometer norr om den mexikanska gränsen och cirka 310 kilometer söder om huvudstaden Santa Fe. I Alamogordo finns museet Museum of Space History som behandlar rymdforskningens historia.

## Stadens omgivningar
I anslutning till Alamogordo ligger Holloman Air Force Base och provsprängningsområdet Trinity, där det första atombombsprovet utfördes 16 juli 1945. Trinity ligger numera inom White Sands Missile Range, ett militärt robotskjutfält, men kan nås för turistvisning en dag om året. White Sands nationalpark, strax utanför skjutfältet, är känd för sina vita sanddyner. Den vita färgen kommer från den stora mängden gips i området.

## Demografi
Vid folkräkningen 2020 hade Alamogordo 30 898 invånare och 12 813 hushåll. Befolkningstätheten var 558 invånare per kvadratkilometer. Av befolkningen var 62,91 % vita, 6,21 % svarta/afroamerikaner, 1,68 % ursprungsamerikaner, 2,42 % asiater, 0,41 % oceanier, 9,40 % från andra raser samt 16,97 % från två eller flera raser. 33,17 % av befolkningen var latinamerikaner.
Enligt en beräkning från 2019 var medianinkomsten per hushåll $42 204 och medianinkomsten för en familj var $56 261. Omkring 19,7 % av invånarna levde under fattigdomsgränsen.